# Wacław Podlewski
Wacław Antoni Podlewski (ur. 1 stycznia 1895 w Sosnowcu, zm. 6 kwietnia 1977 w Radości) – polski architekt, urbanista, konserwator zabytków.

## Życiorys
Urodził się w rodzinie Henryka Tomasza (1850–1907) i Jadwigi z Fabianich (zm. 1937). W 1928 roku ukończył studia na Wydziale Architektury Politechniki Warszawskiej. Po studiach pracował w sochaczewskiej fabryce jedwabiu, przy budowie kolonii mieszkaniowej Lubeckiego w Warszawie, w spółdzielni mieszkaniowej przy ul. Górnośląskiej, przy budowie siedziby spółdzielni mieszkaniowej na Żoliborzu, kolonii mieszkaniowej w Śródborowie pod Otwockiem, siedziby Banku Gospodarstwa Krajowego i Ministerstwa Komunikacji. W 1935 roku był zatrudniony w Wydziale Planowania Miasta Zarządu Miejskiego w Warszawie.
Od 1945 roku pracował w Wydziale Architektury Biura Odbudowy Stolicy w Pracowni Urbanistyki Zabytkowej, został przydzielony do prac rekonstrukcyjnych podczas odbudowy Starego Miasta w Warszawie. Od 1950 roku związany z Polskimi Pracowniami Konserwacji Zabytków, był członkiem: Stowarzyszenia Architektów Rzeczypospolitej Polskiej, Towarzystwa Urbanistów Polskich oraz Stowarzyszenia Historyków Sztuki.
Zmarł w Radości. Został pochowany w grobowcu rodzinnym na cmentarzu parafialnym w Brwinowie.

## Życie prywatne
Ożenił się z Jadwigą Kryńską. Małżeństwo było bezdzietne. 

## Realizacje
- Budynek Arsenału przy ulicy Długiej – konserwacja[2];
- Kościół Najświętszej Marii Panny na Nowym Świecie – inwentaryzacja (1933)[2];
- Kamienica Fukierowska w Warszawie – odbudowa (1947–1953)[4];
- Pałac Biskupów Krakowskich w Warszawie – odbudowa (1948–1951), współpraca Ludwik Borawski;
- Kamienica Gizińska w Warszawie – obudowa (1951–1953);
- Barbakan w Warszawie – odbudowa (1952–1954)[5];
- Brama Krakowska w Lublinie – gruntowna restauracja (1954), gruntowny remont i regotycyzacja (1959–1964)[2];
- Szydłów – odbudowa miasta (1957–1959)[2];
- Zamek Piastów Śląskich w Brzegu – odbudowa (1966–1970).

## Konkursy
- na rozplanowanie dzielnicy przy dworcu kolejowym Łódź Fabryczna (1932) – współautorzy: Maria Buckiewicz, Lech Sawicki, Władysław  Antoni Wieczorkiewicz – I nagroda[2];
- na rozplanowanie terenów Pola Mokotowskiego i Folwarku Rakowiec wraz z przyległymi terenami (1935) – współautorzy: Helena Morsztynkiewiczowa, Jerzy Hryniewiecki, Jadwiga Stanisławska, Tadeusz Sieczkowski, współpraca Wacław Hryniewicz – nagroda równorzędna III miejsce[2];
- na rozplanowanie miasta Równego (1937) – współautor Józef Reński – III nagroda[2];
- na rozplanowanie mola południowego i terenów przyległych oraz na projekt szkicowy „Żeglarskiego Ośrodka Morskiego” w Porcie i Mieście Gdyni (1937) – współautorzy Antoni Jawornicki, Józef Reński – IV nagroda (1000 zł)[6].

Laureat Nagrody Państwowej II stopnia zespołowej za twórczą rekonstrukcję architektoniczną Rynku Starego Miasta w Warszawie (1953).

## Ordery i odznaczenia
- Srebrny Krzyż Zasługi (22 lipca 1953)[7]
- Medal 10-lecia Polski Ludowej (19 stycznia 1955)[8]